# Trimix Scuba Association
La Trimix Scuba Association (TSA) è un'organizzazione di addestramento alla subacquea specializzata nelle certificazioni e nell'addestramento all'uso dell'attrezzatura Nitrox, Trimix e alle immersioni tecniche.
È stata fondata in Svizzera ed è attiva in Italia dal 1997, offrendo corsi specifici per l'uso delle miscele di gas sia binarie, quali Nitrox ed Heliox, che ternarie, come il Trimix, spaziando dall'uso alle problematiche di queste.
Dal gennaio 2006 con l'inserimento nei suoi programmi didattici del settore ricreativo/sportivo, si propone di migliorare la diffusione nella massima sicurezza anche di questo tipo di semplici e piacevoli immersioni subacquee sia in Apnea che con il sistema ARA (Autorespiratore ad aria).
Sono presenti anche corsi specifici per l'utilizzo di sistemi a riciclo dei gas respiratori (rebreather) a circuito semi chiuso (SCR).